# Les Masies de Roda
Les Masies de Roda és un municipi situat a l'est de la comarca d'Osona, al centre-est de la regió de l'Alt Ter i a la província de Barcelona. És municipi rural de 16,38 km² de superfície, 467 m d'altitud i 719 habitants (2020). Es troba a l'aiguabarreig del Gurri amb el Ter, entre la Plana de Vic i una zona de relleus més alterosos a llevant, el Collsacabra, que s'acaba amb els cingles de Savassona i Sau, i es perllonga amb el massís de les Guilleries. La població viu bàsicament en masos, la majoria dels quals tenen una llarga història, i en quatre nuclis de població separats entre els quals: les Cases Noves, l'Esquerda, Fontanelles i el Vicenç.
El Ter ha estat el gran protagonista de la història de les Masies. Ja sigui modelant el seu relleu amb meandres i paisatges abruptes i també amb planes extenses on poder-hi cultivar i pasturar el bestiar, així com vertebrant la realitat social del municipi, ja que a les seves ribes trobem colònies tèxtils, actualment abandonades, i definint un tipus d'agricultura i ramaderia característiques de la zona, i també uns costums i tradicions que, en definitiva, han configurat la forma de vida i la història de la societat masienca.

## Història
Unit amb Roda de Ter fins al 15 de juliol de 1805, formant el municipi de Sant Pere de Roda, el territori ja va ser poblat des d'antic com demostren les excavacions arqueològiques del jaciment de l'Esquerda. És al voltant del riu Ter on va créixer la població i s'estructura l'activitat econòmica, on ja des del segle x s'esmenten els primers molins d'aigua, i molts dels masos que hi ha actualment es remunten també a l'edat mitjana.
L'any 1978 es van realitzar els treballs de redacció de l'Estatut aprovat el 1979. Aquests treballs de redacció van tenir lloc a les Masies de Roda, concretament al Parador de Turisme de Vic-Sau.
Al segle xx, sobretot a partir dels anys seixanta i setanta, hi va haver un important creixement urbanístic a les Masies de Roda, provocat per la construcció de noves carreteres, com la de Vic a Roda l'any 1967 (l'actual C-153) que va provocar també el desplegament de la xarxa elèctrica. Els primers ravals que es varen desenvolupar van ser les Cases Noves i l'Esquerda. Les primeres cases del carrer Sant Josep del barri de les Cases Noves es van construir cap a l'any 1950. Les primeres construccions del barri de l'Esquerda són del 1947.
L'any 1965 l'Ajuntament aprovà el Projecte d'Ordenació del sector del barri de Fontanelles i s'hi construïen les primeres cases. La urbanització del barri del Vicenç, formada per torres amb jardí, no s'inicià fins al juny de 1983.

## Demografia
| Entitat de població | Habitants (2024) |
| les Cases Noves     | 225              |
| Disseminats         | 177              |
| Fontanelles         | 163              |
| el Vicenç           | 139              |
| l'Esquerda          | 45               |
| Font: Idescat       |                  |

| 1497 f | 1515 f | 1553 f | 1717 | 1787 | 1857 | 1877 | 1887 | 1900 | 1910 |
| ------ | ------ | ------ | ---- | ---- | ---- | ---- | ---- | ---- | ---- |
| -      | 1      | 5      | -    | -    | 420  | 465  | 490  | 432  | 605  |

| 1920 | 1930 | 1940 | 1950 | 1960 | 1970 | 1981 | 1990 | 1992 | 1994 |
| ---- | ---- | ---- | ---- | ---- | ---- | ---- | ---- | ---- | ---- |
| 752  | 878  | 737  | 886  | 784  | 544  | 569  | 614  | 627  | 627  |

| 1996 | 1998 | 2000 | 2002 | 2004 | 2006 | 2008 | 2010 | 2012 | 2014 |
| ---- | ---- | ---- | ---- | ---- | ---- | ---- | ---- | ---- | ---- |
| 637  | 632  | 655  | 717  | 703  | 742  | 745  | 758  | 760  | 737  |

| 2016 | 2018 | 2020 | 2022 | 2024 | 2026 | 2028 | 2030 | 2032 | 2034 |
| ---- | ---- | ---- | ---- | ---- | ---- | ---- | ---- | ---- | ---- |
| 714  | 704  | 719  | 733  | 750  | -    | -    | -    | -    | -    |

## Geografia
- Llista de topònims de les Masies de Roda (Orografia: muntanyes, serres, collades, indrets..; hidrografia: rius, fonts...; edificis: cases, masies, esglésies, etc).

## Llocs d'interès

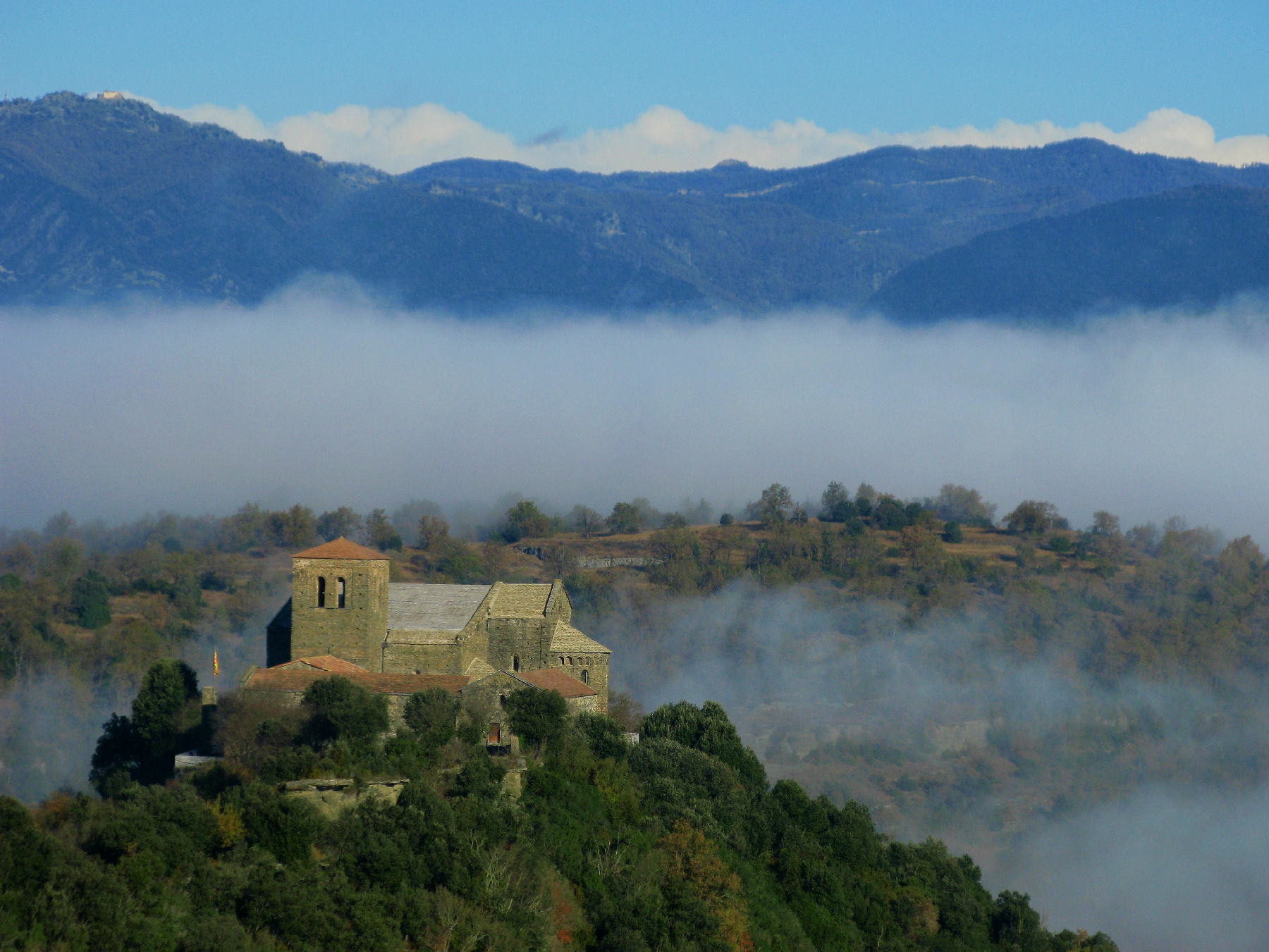
Monestir de Sant Pere de Casserres.

- Jaciment arqueològic de l'Esquerda, jaciment ibèric i medieval.
- Sant Pere de Casserres, un dels monuments més excepcionals de l'arquitectura catalana del segle xi.
- Parador Nacional de Turisme de Vic Arxivat 2016-03-03 a Wayback Machine., una antiga masia restaurada com hotel situada al costat del pantà de Sau.
- Monument a l'Estatut de Catalunya del 1979 Arxivat 2016-03-04 a Wayback Machine., monòlit en commemoració a l'Estatut de 1979, redactat l'any 1978 al Parador de Turisme situat a les Masies de Roda.
- Ermita de Santa Magdalena de Conangle, d'origen romànic, està situada sobre un meandre alt i ampli del riu Ter.
- Ruïnes del castell de Savellana, documentat des del 1067, es conserven restes dels murs, d'una escala i de la base d'una torre.
- Ermita de Sant Salvador de Còdol Arxivat 2016-03-03 a Wayback Machine., construïda al final del segle xix, pertanyia al conjunt de la Colònia tèxtil de Còdol Dret.
- Església de Sant Miquel de Guàrdia, documentada des de l'any 1012.
- Inscripció ibèrica de Les Graus[Enllaç no actiu], important inscripció localitzada el 1973.
- Masia el Bac, una de les cases pairals més antigues de Catalunya, on va viure el màrtir Francesc Macià Ambert.
- Pou de glaç Arxivat 2016-03-03 a Wayback Machine., del segle xviii.
- Camí vora Ter, GR-210 Arxivat 2016-03-03 a Wayback Machine., sender de llarg recorregut que passa per les Masies de Roda.

## Calendari de festes populars i activitats de les Masies de Roda[3]
- Cavalcada de Reis, 5 de gener. El 5 de gener els Reis d'Orient passen per les Masies de Roda. A la plaça Montserrat del barri de les Cases Noves hi ha xocolata i coca per a tothom, uns brasers per poder passar millor el fred i sorpresa per als més menuts, amb fotografia inclosa amb el seu rei preferit. Uns dies abans rebem la visita del patge reial que recull les cartes dels infants.
- Passant dels Tonis, mitjans gener. Cada any el Gremi dels Tonis de les Masies de Roda i Roda de Ter, organitza, a mitjan gener, el passant dels Tonis de Roda de Ter i les Masies de Roda. El passant para a la Plaça de l'Era per fer un bon esmorzar i poder continuar amb forces pels carrers de Roda de Ter i pel barri de les Cases Noves.
- Prova de moto trial, març - abril. Prova de moto trial puntuable pel COTA, que se celebra a Sant Salvador de Còdol, el penúltim o últim dissabte de març.
- Prova de Bici trial, a la primavera. Sant Salvador de Còdol acull, cada any, una prova molt popular de trial bici, puntuable per la Copa d'Osona de Trial.
- Diada de Sant Jordi, setmana del 23 d'abril. Cada any, des del 2005, l'Ajuntament de les Masies de Roda edita un llibre de temàtiques variades però relacionades amb el municipi. Pels volts de la diada de Sant Jordi, s'organitza la presentació del llibre. Per Sant Jordi se'n fa arribar un exemplar gratuït a cada família del municipi.
- Festa del barri de les Cases Noves, primer cap de setmana de maig. Popular i concorreguda festa amb moltes activitats, com ara sardanes, actuacions musicals, missa a la plaça, gegants, festa en honor dels avis i àvies, ...
- Bicicletada popular amb BT, a la primavera. Cada any, el Club BTT Cases Noves organitza la bicicletada popular amb BTT amb dos recorreguts de diferent llargària, per camins i senders de gran bellesa.
- Aplec de Sant Salvador, segon diumenge de maig. Popular Aplec on es ballen sardanes, hi ha jocs per als més menuts, s'organitza una caminada nocturna, arrossada, missa....i tot a l'ermita de Sant Salvador.
- Furgofesta, tercer cap de setmana de maig. Trobada de furgonetes tipus Camper que s'organitza des del 2006, pràcticament cada any a les Masies de Roda. Hi ha anys que es fa en algun altre municipi d'Osona. S'hi fan moltes activitats pensades per a totes les edats, al mig de la natura i dins del marc de la bona convivència.
- Festa del barri de Fontanelles, a la primavera. Els Amics de la Plaça de l'Era preparen, cada any, una festa que aplega els veïns i veïnes dels barris de Fontanelles i la Creu de Codines (Roda de Ter). La festa es fa a la mateixa Plaça de l'Era i generalment consta d'un dinar popular i, a continuació, d’un espectacle d'humor o de màgia per a tots els públics.
- Sopar del bicentenari, pels voltants del 15 de juliol. L'any 1805, concretament el dia 15 de juliol, el municipi de les Masies de Roda i Roda de Ter se separaven per formar els municipis actuals. Fins aleshores havien format conjuntament el poble de Sant Pere de Roda. És per aquest motiu que cada any, pel 15 de juliol, des de l'Ajuntament s'organitza un sopar popular, gratuït per als veïns del poble. Durant el sopar hi ha una actuació o ball.
- Diada de l'11 de setembre, 10 i 11 de setembre. L'Ajuntament de les Masies de Roda organitza cada any, per la diada de l'11 de setembre, una ofrena floral a Francesc Macià i Ambert en Bac de Roda, a la masia el Bac, on va viure i on hi ha una placa commemorativa en honor d'aquest heroi de la Guerra de Successió. També es participa en la columna de Roda Ter i les Masies de Roda de la Marxa dels Vigatans, que se celebra a Vic el 10 de setembre. Algun any també es fa una caminada fins al punt més alt del poble, al Bosc de Còdol, per canviar per una de nova la senyera que hi ha hissada.
- Festa Major, última setmana de setembre i primera d'octubre. El patró de les Masies de Roda és Sant Miquel. Per tant, pels volts de Sant Miquel, que és el 29 de setembre, se celebra la Festa Major. S'hi fan moltes i variades activitats: ball, dinar popular, pregó, toca sons, sopar popular, actuacions, jocs per a la mainada i per a qui encara se sent mainada, pallassos, sardanes, missa, inflables gratuïts, proves esportives com ara les 2h de resistència amb BTT, el Torneig Quiquet Ribas de futbol, campionat de tennis i d'escacs, sorteig de pastís de festa major, entre d'altres.
- 2 hores de resistència amb BTT, últim cap de setmana de setembre. Coincidint amb la Festa Major del municipi, el club BTT Cases Noves, organitza cada any, des del 2007, les 2 hores de resistència amb BTT. Prova per equips que es fa prop de l'Ajuntament en un circuit tancat i marcat.
- Gala del premi literari Miquel Arimany, final de setembre. Cada any, des del 2010, l'Ajuntament organitza una edició del Premi Literari Miquel Arimany, de poesia i narrativa alternativament. A final de setembre se celebra la gala d'entrega del Premi, al monestir de Sant Pere de Casserres, on es desvela el nom del guanyador i es presenta el llibre amb les obres finalistes i la guanyadora d'aquella edició. Hi són presents els membres del Jurat i personalitats del món polític i cultural. S'acompanya la gala amb peces musicals i un petit refrigeri al claustre.
- Torneig de futbol Quiquet Ribas, a les acaballes de setembre o primer d'octubre Cada any, per la Festa Major del poble (o bé a l'estiu, segons l'any), se celebra el Torneig de Futbol Quiquet Ribas en honor de Francesc Ribas Sanglas, que va ser alcalde de les Masies de Roda durant més de 30 anys i jugador del Futbol Club Barcelona, i altres equips, durant la seva joventut.
- Activitats al Jaciment Arqueològic de l'Esquerda, tot l'any. Durant tot l'any es fan activitats relacionades amb el jaciment arqueològic de l'Esquerda, situat dalt d'un bonic turó d'un meandre del riu Ter, al nostre municipi. Normalment pel febrer i març s'organitzen conferències. Al mes de juliol, generalment, s'hi organitzen cursets. A l'agost es fa la campanya d'excavacions al jaciment. A l'octubre se celebra el Cap de setmana Ibèric dins el marc de les Jornades Europees del patrimoni. Pel novembre es fan visites comentades al jaciment. Aquestes activitats estan organitzades per la Fundació Privada L'Esquerda i des del Museu de l'Esquerda (Roda de Ter).

## Personatges il·lustres
- Lluís Gonzaga Jordà i Rossell (1869-1951) músic, compositor i empresari.
- Francesc Macià i Ambert, Bac de Roda (1658-1713) militar.[4]